# Бисерот ет Монтанај
Бисерот ет Монтанај (фр. Busserotte-et-Montenaille) насеље је и општина у источном делу централне Француске у региону Бургоња, у департману Златна обала која припада префектури Дижон.
По подацима из 2011. године у општини је живело 33 становника, а густина насељености је износила 5,03 становника/km². Општина се простире на површини од 6,56 km². Налази се на средњој надморској висини од 450 метара (максималној 487 m, а минималној 359 m).

## Демографија
| 1962. | 1968. | 1975. | 1982. | 1990. | 1999. | 2011. |
| ----- | ----- | ----- | ----- | ----- | ----- | ----- |
| 39    | 46    | 39    | 35    | 33    | 30    | 33    |

График промене броја становника у току последњих година